# Apteronotus cuchillejo
Apteronotus cuchillejo är en fiskart som först beskrevs av Schultz, 1949.  Apteronotus cuchillejo ingår i släktet Apteronotus och familjen Apteronotidae. Inga underarter finns listade i Catalogue of Life.